# Big Ones (álbum de Aerosmith)
Big Ones es un álbum recopilatorio de la banda de rock estadounidense Aerosmith, de 1994, el cual recopila sus grandes éxitos de sus álbumes: Permanent Vacation, Pump y Get a Grip, ádemás de 3 canciones adicionales: Deuces Are Wild , Blind Man y Walk On Water.

## Canciones del álbum
1. "Walk On Water"  — 4:54
2. "Love in an Elevator"  — 5:22
3. "Rag Doll"  — 4:24
4. "What it Takes"  — 5:10
5. "Dude (Looks Like a Lady)"  — 4:23
6. "Janie's Got a Gun"  — 5:39
7. "Cryin''"  — 5:07
8. "Amazing"  — 5:55
9. "Blind Man"  — 3:57
10. "Deuces Are Wild"  — 3:33
11. "The Other Side"  — 4:03
12. "Crazy"  — 5:14
13. "Eat the Rich"  — 4:09
14. "Angel"  — 5:04
15. "Livin' on the Edge"  — 6:20
16. "Dude (Looks Like a Lady) (live)"  — 5:39